# فریحه
فریحه (به عربی: فريحة) یک شهرداری در الجزایر است که در استان تیزی وزو واقع شده‌است.